# Paligorsquite

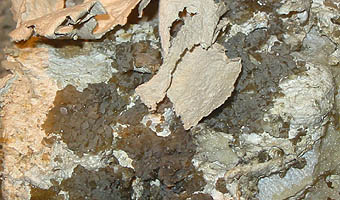
Paligorsquite

Paligorsquite (ou palygorskite) é um mineral argiloso, de estrutura fibrosa, de fórmula geral {\displaystyle Si_{8}\ Mg_{5}\ O_{20}\ \left(OH\right)_{2}\ \left(OHH^{+}\right)_{4}\ 4H_{2}O}.
Muito leve e flexível, assume frequentemente aparência de cartão, couro ou cortiça, pelo que é frequentemente referida como cartão da montanha, couro da montanha, etc.
Como nome de família representa um grupo que reúne a atapulgite (sinónimo de paligorsquite) e a sepiolite. Mineral secundário abundante nos depósitos paleogénicos portugueses. A variedade cartão da montanha é frequente no complexo vulcânico de Lisboa, constituindo preenchimento de fendas nos basaltos e tufos. 
- Atapulgita: Definições e Aplicações

A atapulgita trata-se de um mineral argiloso, a qual possui uma grande gama de aplicabilidade devido às suas estruturas formadas a partir de microcanais, com cristais alongados, conferindo a esta muitas propriedades melhores do que outros materiais argilosas que são utilizados industrialmente (Da Costa, 2011). Porém, é de suma importância que para a atapulgita atinja seu máximo potencial, esta seja ativada a partir de um processo de ativação ácido ou térmico. 
Em relação à sua localidade onde é encontrada no Brasil, esta concentra-se principalmente em uma área de 700km² no município de Guadalupe, sendo que em questões mundiais muito presente nos EUA, nos estados da Florida e da Georgia. 
Para sua aplicação em polímeros, a partir dos resultados obtidos por Da Costa (2011), foi possível obter os resultados da aplicação de tratamentos químicos fazendo com que a atapulgita obtivesse maior utilidade para matrizes poliméricas dispersando-se as partículas argilosas. Concluindo-se a pesquisa, Da Costa (2011) a partir dos resultados obtidos em poliacetato de vinila, foi possível obter-se uma melhora na cristalização do polímero em relação à sepiolita previamente e comumente utillizada.  
Aplicações da atapulgita
Cargas são adicionadas à uma matriz polimérica com o objetivo de melhorar as propriedades térmicas e mecânicas. Essa atitude também contribui para a redução do custo da composição polimérica. O uso da atapulgita como carga mostrou uma melhora significativa nas propriedades citadas, além de ser um produto encontrado em abundância na Região Nordeste do Brasil e, consequentemente, tendo um baixo custo para quem deseja comprá-la. No estudo realizado por Spieth et al. (1993) buscando investigar as propriedades do polipropileno junto com a atapulgita, obteve-se um resultado que apresentou um grande aumento nas propriedades mecânicas, em especial, módulo de flexão e resistência a tração com 10% de peso de atapulgita. 
Por outro lado, devido a carga citada se tratar de um mineral argiloso, ele possui um teor considerável de impurezas, tal como o ferro, o qual será responsável por acelerar a termo oxidação do polipropileno. 
1. ↑  Spieth, Ernest (1993). «Efeitos da estabilização do Polipropileno nas propriedades térmicas, mecânicas e termo-mecânicas de compósitos de Polipropileno/Atapulgita». Polímeros (Ciência e tecnologia). Consultado em 26 junho 2021
2. ↑  Da Costa, Antonio (2011). «Caracterização de atapulgita visando aplicação para reforços de materiais poliméricos» (PDF). Dissertações (Mestrado)- Universidade Federal do Rio Grande do Norte. Consultado em 24 de Junho de 2021